# Ryota Suzuki
Ryota Suzuki (鈴木 椋大 Suzuki Ryōta?, nacido el 10 de febrero de 1994 en Toyokawa, Aichi) es un futbolista japonés que se desempeña como guardameta en el JEF United Chiba de la J2 League.

## Trayectoria

### Clubes
| Club                      | País  | Año         |
| ------------------------- | ----- | ----------- |
| Yokohama F. Marinos       | Japón | 2012 - 2016 |
| J. League sub-22          | Japón | 2014        |
| Tokyo Verdy (cedido)      | Japón | 2016        |
| Gamba Osaka               | Japón | 2017 - 2019 |
| Gamba Osaka sub-23        | Japón | 2018 - 2019 |
| JEF United Chiba (cedido) | Japón | 2019        |
| JEF United Chiba          | Japón | 2020 -      |

## Estadística de carrera

### J. League
| Club                | Año   | J. League | J. League | Copa J. League | Copa J. League | Total | Total |
| Club                | Año   | Part.     | Goles     | Part.          | Goles          | Part. | Goles |
| ------------------- | ----- | --------- | --------- | -------------- | -------------- | ----- | ----- |
| Yokohama F. Marinos | 2012  | 0         | 0         | 0              | 0              | 0     | 0     |
| Yokohama F. Marinos | 2013  | 0         | 0         | 0              | 0              | 0     | 0     |
| Yokohama F. Marinos | 2014  | 0         | 0         | 0              | 0              | 0     | 0     |
| Yokohama F. Marinos | 2015  | 0         | 0         | 1              | 0              | 1     | 0     |
| J. League sub-22    | 2014  | 3         | 0         | -              | -              | 3     | 0     |
| Tokyo Verdy         | 2016  | 24        | 0         | -              | -              | 24    | 0     |
| Gamba Osaka         | 2017  | 0         | 0         | 0              | 0              | 0     | 0     |
| Total               | Total | 27        | 0         | 1              | 0              | 28    | 0     |